# Epidemia cholery w Poznaniu (1866)
Epidemia w Poznaniu – epidemia cholery, która miała miejsce w Poznaniu w dniach 18 czerwca - 22 października 1866. 
Epidemię zawleczono ze Szczecina. Pierwszym chorym był człowiek pracujący w rybackiej gospodzie na Starym Rynku, gdzie wcześniej mieszkało kilku rybaków ze Szczecina, a tam cholera szalała już od kilku tygodni. Epidemia szybko przeniosła się na ubogie, rybackie Chwaliszewo, a stamtąd objęła całe miasto. Ogółem na chorobę zmarły w czasie jej trwania 1344 osoby.